# Coupe du monde de roller de vitesse 2003
Navigation
Édition précédente Édition suivante
La Coupe du monde de roller de vitesse 2013 ou World Inline Cup 2013 se déroule du 13 avril au 27 septembre 2003.

## Podiums étapes
| Etape | Date              | Classe    | Lieu              | Série | Vainqueur            | 2e                   | 3e                  |
| ----- | ----------------- | --------- | ----------------- | ----- | -------------------- | -------------------- | ------------------- |
| 1     | 13 avril 2003     | Top Class | Séoul             | F     | Jessica Smith        | Adelia Marra         | Laura Lombardo      |
| 1     | 13 avril 2003     | Top Class | Séoul             | H     | Pascal Briand        | Diego Rosero         | Massimiliano Presti |
| 2     | 27 avril 2003     | Top Class | Hambourg-Marathon | F     | Adelia Marra         | Andréa Haritchelhar  | Jessica Smith       |
| 2     | 27 avril 2003     | Top Class | Hambourg-Marathon | H     | Massimiliano Presti  | Pascal Briand        | Franck Cardin       |
| 3     | 3 mai 2003        | Top Class | Bâle              | F     | Angèle Vaudan        | Adelia Marra         | Theresa Cliff       |
| 3     | 3 mai 2003        | Top Class | Bâle              | H     | Pascal Briand        | Jorge Botero         | Kalon Dobbin        |
| 4     | 18 mai 2003       | Top Class | Rennes            | F     | Silvia Niño          | Tanja Dobbin         | Sabrina Rossow      |
| 4     | 18 mai 2003       | Top Class | Rennes            | H     | Pascal Briand        | Jorge Botero         | Franck Cardin       |
| 5     | 23-25 mai 2003    | Class 2   | Hüfingen          | F     | Jessica Smith        | Ashley Horgan        | Nathalie Barbotin   |
| 5     | 23-25 mai 2003    | Class 2   | Hüfingen          | H     | Pascal Briand        | Massimiliano Presti  | Franck Cardin       |
| 6     | 15 juin 2003      | Top Class | Nice              | F     | Jessica Smith        | Ashley Horgan        | Nathalie Barbotin   |
| 6     | 15 juin 2003      | Top Class | Nice              | H     | Christoph Luginbuehl | Pierdavide Romani    | Shane Dobbin        |
| 7     | 22 juin 2003      | Top Class | Zürich            | F     | Jessica Smith        | Cecilia Baena        | Alessandra Susmeli  |
| 7     | 22 juin 2003      | Top Class | Zürich            | H     | Pascal Briand        | Massimiliano Presti  | Franck Cardin       |
| 8     | 28 juin 2003      | Top Class | Engadine          | F     | Cecilia Baena        | Jessica Smith        | Theresa Cliff       |
| 8     | 28 juin 2003      | Top Class | Engadine          | H     | Arnaud Gicquel       | Jorge Botero         | Pascal Briand       |
| 9     | 17 août 2003      | Class 2   | Bienne            | F     | Laura Lardani        | Nathalie Barbotin    | Pia Knecht          |
| 9     | 17 août 2003      | Class 2   | Bienne            | H     | Massimiliano Presti  | Luca Presti          | Pierdavide Romani   |
| 10    | 13 septembre 2003 | Top Class | Duluth            | F     | Julie Glass          | Jessica Smith        | Theresa Cliff       |
| 10    | 13 septembre 2003 | Top Class | Duluth            | H     | Juan-Carlos Betancur | Shane Dobbin         | Joshua Wood         |
| 11    | 20 septembre 2003 | Top Class | Vienne            | F     | Jessica Smith        | Nathalie Barbotin    | Angèle Vaudan       |
| 11    | 20 septembre 2003 | Top Class | Vienne            | H     | Chad Hedrick         | Juan-Carlos Betancur | Wouter Hebbrecht    |
| 12    | 27 septembre 2003 | Top Class | Berlin-Marathon   | F     | Julie Glass          | Jessica Smith        | Laura Lardani       |
| 12    | 27 septembre 2003 | Top Class | Berlin-Marathon   | H     | Juan-Carlos Betancur | Massimiliano Presti  | Diego Rosero        |

## Classement final
| Épreuves | Or            | Argent              | Bronze        |
| -------- | ------------- | ------------------- | ------------- |
| Femmes   | Jessica Smith | Adelia Marra        | Angèle Vaudan |
|          |               |                     |               |
| Hommes   | Pascal Briand | Massimiliano Presti | Jorge Botero  |